# 礼拝堂
礼拝堂（れいはいどう）は、主にキリスト教建築の用語であり
- 礼拝のために恒久的に確保された専用空間のうち、以下に示す何らかの理由により「聖堂」と呼ばれないもの。
  - 教会（＝宗教施設）の構内において、主祭壇を囲む主たる礼拝空間「聖堂」とは別個に存在する、副次的な礼拝空間。建屋としての聖堂の内部か外部かを問わない。（この場合、カトリック教会では「小聖堂」と呼ばれることが多い[1]。）
  - 教会（＝信仰共同体）の所有ではない礼拝空間（→チャペル）。マルティリウムも本来はこれに属する。
  - 信仰的理由により用語「聖堂」を用いない教派（＝プロテスタント）の礼拝空間。
- 上記礼拝空間を確保することを主たる目的とする建築物。

カトリックや正教会など聖人の概念をもつ教派では、礼拝堂は聖堂の捧げられた聖人等とは別に、聖人や何かの出来事を記憶し、その名で呼ばれるのが基本である。これに対し、プロテスタントでは大小や数で呼び分けることが多い。ただしカトリック等でも、慣習として、設置者の名前やその礼拝堂が付属している建物の名前で呼ばれることは珍しくない。たとえばシスティーナ礼拝堂は、発願者の教皇シクストゥス4世にちなんだ名で呼ばれている。
ユダヤ教における会堂（シナゴーグ）、イスラム教におけるモスク、仏教における仏堂のことである。仏教では「らいはいどう」と読む。

## 概要
礼拝堂のタイプとして主要なものを以下に挙げる。
- カトリックや正教会などの大聖堂では、大聖堂の内陣や側廊あるいは敷地内などに礼拝堂を設置することが一般に行われる[1]。
- ロシア正教会では、市門の脇には礼拝堂を置くことが慣習となり、これを「門の礼拝堂」と呼ぶ。モスクワの赤の広場のものは秀作であり広く知られている。
- 西方で元来は学僧の集団として始まった大学では、学寮ごとに礼拝堂をもつ慣習があった。著名なものにケンブリッジ大学キングズ・カレッジ礼拝堂がある。
- 宗教改革後には、大使館に礼拝堂が敷設されることが常態と化した。元来はプロテスタント圏駐在のカトリック圏国大使館ではじまった習慣である。
- 教区の聖堂などで、信者の便宜を諮り、聖堂本体と別に、礼拝堂を設けることがある。もっぱら平日に用いる[1]。
- 避暑地などで一時滞在者のための礼拝堂がおかれることがある。
- 個人宅に礼拝堂がおかれている場合があり、このタイプの礼拝堂は基本的に一部の親族又は関係者のみしか出入り出来ない。

## 副次的礼拝空間
聖堂内の副次的礼拝空間としての礼拝堂は、聖遺物信仰が盛んになった古代末期から中世初期にかけて都市部の大規模教会建築において発達した。ロマネスク様式の大聖堂では、祭壇後部や側廊に複数の礼拝堂を置いて回廊で繋ぎ、おのおのの礼拝堂に聖遺物を安置した。これには聖遺物崇敬の巡礼たちと、普段の礼拝に与る地元の信者共同体の動線を分離する機能があったと考えられている。カトリックでは、1960年代の第2バチカン公会議以前は司祭がひとつの祭壇において共同でミサを行うことができず、それぞれが一人ずつ祭壇でミサを執行することが必要であったため、大規模な教会や修道院においては、複数の祭壇を置く必要が生じ、ために複数の礼拝堂をもつ聖堂や修道院が多く建てられた。

## 教会外礼拝施設
礼拝堂は、公共施設、集会場、個人宅などにも置かれる。英米系の宣教師が伝えた教派では、このタイプの礼拝堂を指してとくに「チャペル」とも呼ぶ（チャペルは元来、礼拝堂一般を意味する英語である）。この意味での礼拝堂の設置及びミサの実施には、カトリックや正教会では教会の許可が必要である。
礼拝堂付きの司祭や牧師（チャプレン）が置かれることもある。とりわけ病院・軍隊・港湾設備や空港などの公共施設の礼拝堂では常駐することが多い。
中世以降、個人宅礼拝堂や市庁舎礼拝堂などは、貴族や市民たちの富を顕示する場となり、そのなかには美術史上著名な作例も多い。また、ヨーロッパなどでは、元来修道院などとして宗教目的で建てられた建物がホテルなどの世俗の用途に転用され、そのために礼拝堂が宗教的空間として残っている場合もある。

## プロテスタントの礼拝空間
プロテスタントは宗教的事物に「聖」を冠することに慎重であり、自派の礼拝施設を「聖堂」と呼ばない。そのため、カトリックや東方教会では聖堂と呼ばれる「教会堂の主礼拝空間」を含む、教会内外の全ての礼拝空間を礼拝堂と呼ぶ。したがって、プロテスタントの教会堂（建物としての教会）を、「礼拝堂が容積の大半を占める建築」という意味で礼拝堂と呼んでも、ほぼ差し支えない。用語「聖堂」を用いないことにより結果的に教会内外の礼拝施設を区別する言葉を失ったため、教会外礼拝施設は礼拝堂であることには違いないが、これを単に「礼拝堂」ではなく特に「チャペル」と呼ぶ。
宗教的遺物の聖性を認めず（聖遺物崇敬の否定）、巡礼を宗教的行為ともみなさないため（「聖地」を認めないため単なる観光）、この目的で主礼拝堂の周囲に小礼拝堂を配する必要はないが、年齢層別・言語別などの異なる礼拝の同時進行、あるいは出席規模により使い分けるため、複数の礼拝空間を設けることはある。その場合は、主礼拝区間を「聖堂」と呼んで区別できないため、それぞれ第一礼拝堂、第二- 、あるいは大- 、小- などと区別する。
敷地内に複数の建屋をもつ教会では、礼拝空間の確保が目的の建屋のみが礼拝堂と呼ばれる。複数の礼拝堂建屋が存在する事もあるが、純然たる礼拝堂の他に多目的建造物の一部が小さな礼拝空間になっている場合、その礼拝空間は小礼拝堂と目されるが、多目的建屋そのものを礼拝堂と呼ぶことはない。

## 著名な礼拝堂
チャペルの項も参照。
- システィーナ礼拝堂（ローマ、バチカン宮殿内）
- スクロヴェーニ礼拝堂（パドヴァ、エレミターニ市立美術館内）